# Bill Davis Racing
Pour les articles homonymes, voir Bill Davis (homonymie) et Davis.
Bill Davis Racing est une écurie NASCAR, principal organisme régissant les courses automobiles de stock-car aux États-Unis d'Amérique, basée à High Point en Caroline du Nord et dirigée par Bill Davis.

## Débuts en Xfinity Series puis parcours en NASCAR Cup series
L'écurie commence la compétition automobile à la fin des années 1980 en Xfinity Series, seconde division de la NASCAR, et remporte 11 courses entre 1988 et 2003. Bill Davis Racing participe également au championnat principal, la NASCAR Cup Series, pendant 16 ans entre 1993 et 2008. Elle remporte 5 courses dont le Daytona 500 en 2002 grâce à Ward Burton.
Pour sa dernière saison en 2008, l'écurie fait courir la Toyota no 22 de Dave Blaney.

## Rachat
Victime d'un manque de sponsors, l'écurie doit renoncer en 2009, rachetée par Penske Racing.